# Dolichocephala quadrispina
Dolichocephala quadrispina är en tvåvingeart som beskrevs av Smith 1969. Dolichocephala quadrispina ingår i släktet Dolichocephala och familjen dansflugor. Inga underarter finns listade i Catalogue of Life.